# Académie des inscriptions et belles-lettres

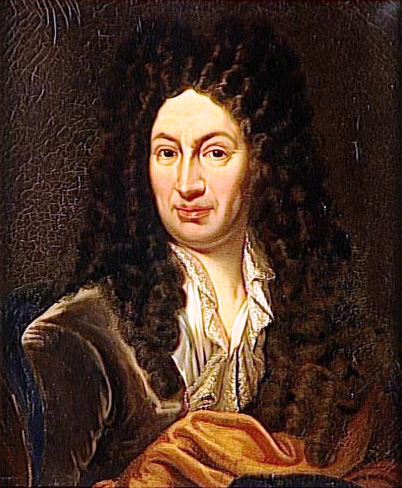
Jean Chapelain, een van de vijf initiële leden van de Académie des inscriptions et belles-lettres

De Académie des inscriptions et belles-lettres is een Frans wetenschappelijk genootschap. Het is een van de vijf academies van het Institut de France met zetel in het Collège des Quatre-Nations te Parijs.
Deze academie van de geesteswetenschappen startte in februari 1663 als een gesloten genootschap van vijf humanisten, vijf geleerden die uitmuntten in hun kennis van de geschiedenis en de oudheid, Jean Chapelain, François Charpentier, Jacques Cassagne, Amable de Bourzeys en een M. Douvrier. De Académie werd aangestuurd door Jean-Baptiste Colbert, de minister van financiën van koning Lodewijk XIV. De eerste naam was de Académie royale des Inscriptions et Médailles met als missie het bepalen of selecteren van Latijnse inscripties voor vermelding op openbare monumenten en medailles. Colbert schakelde het advies van de academie ook in voor onder meer het bepalen van de kunst in het Paleis van Versailles.
In 1683 verhoogde minister Louvois het aantal leden tot acht. In 1701 werd de academie uitgebreid tot 40 leden. De leden verzamelden tweemaal per week in het paleis van het Louvre en werd een officiële instelling van de staat onder bevel van de koning. In januari 1716 volgde de naamswijziging tot Académie royale des Inscriptions et Belles-Lettres, met de bredere doelstelling van het verhogen van het prestige van de Franse monarchie.

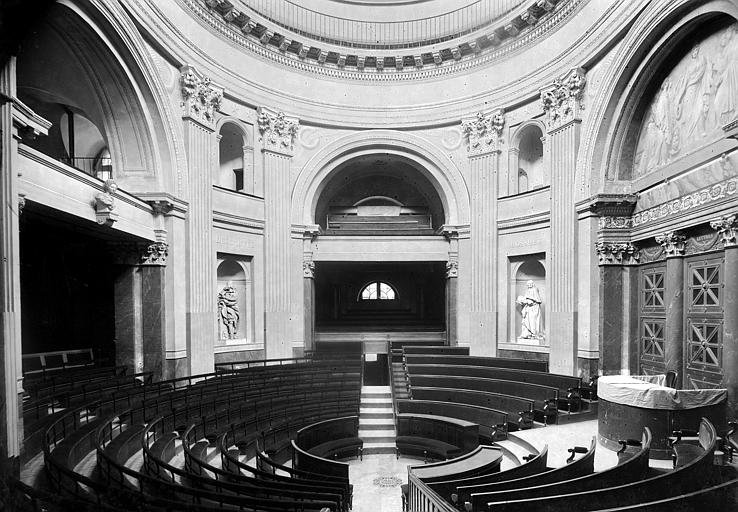
Vergaderzaal, voormalige kapel, in het Collège des Quatre-Nations
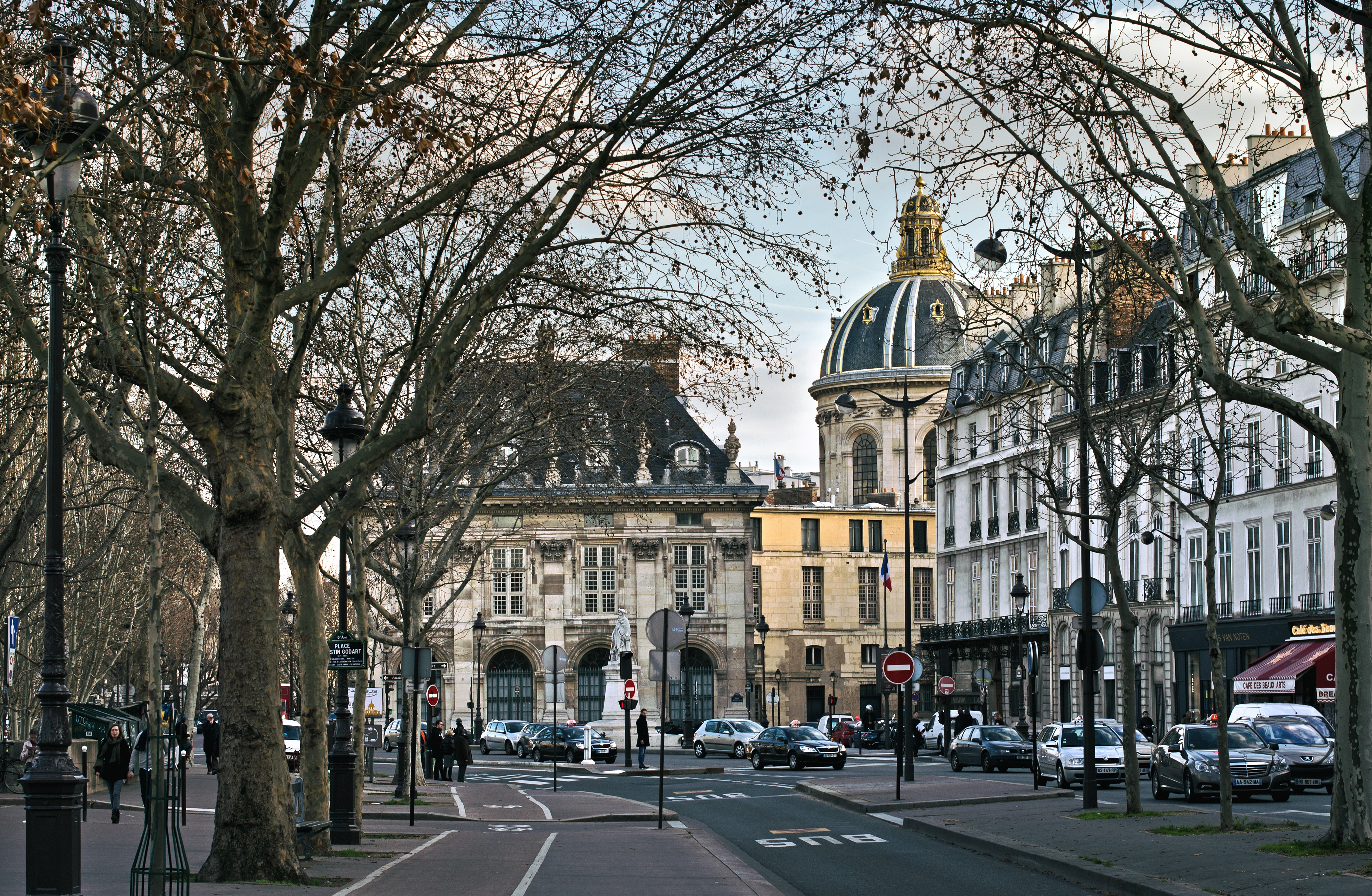
Zicht op het Collège met zijn koepel van op de Place Justin-Godart (2012)
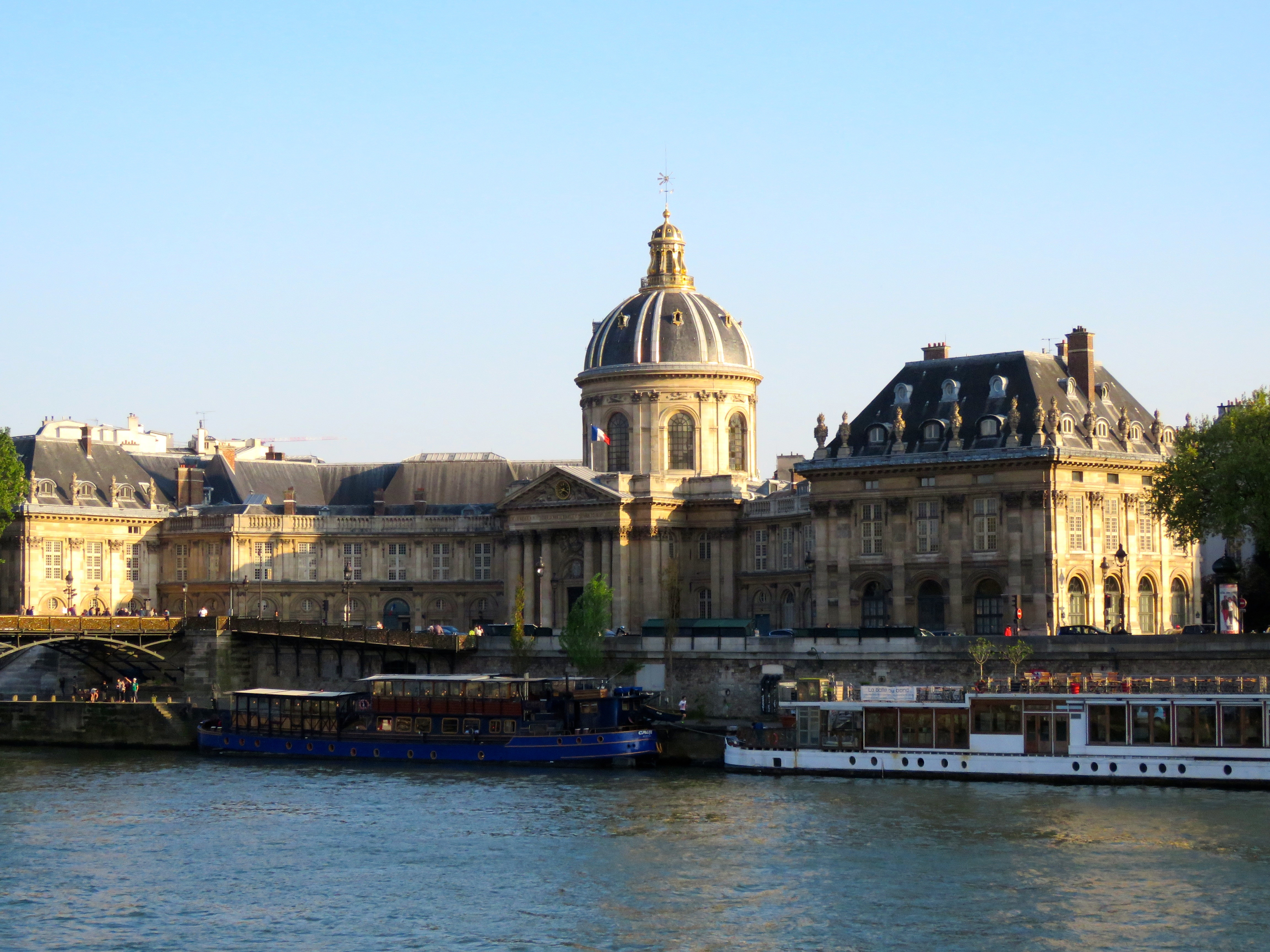

Académie française · Académie des inscriptions et belles-lettres · Académie des sciences · Académie des beaux-arts · Académie des sciences morales et politiques